# The Path Between the Seas
The Path Between the Seas: The Creation of the Panama Canal, 1870–1914  est un livre de l'historien américain David McCullough, publié en 1977 par Simon & Schuster,. Le livre de 698 pages contient 80 photographies, deux cartes et de nombreuses références de sources. Il a remporté le National Book Award in History des États-Unis, le Francis Parkman Prize, le Samuel Eliot Morison Award, et le Cornelius Ryan Award.
Le livre détaille les personnes, les lieux et les événements impliqués dans la construction du canal de Panama. Le titre fait référence à la connexion que le canal ouvre entre les océans Atlantique et Pacifique.
En utilisant largement des lettres et des entretiens avec les participants et leurs proches survivants, l'auteur présente le côté personnel des difficultés de l'effort français initial et les pertes financières massives causées par l'échec de cet effort ; les négociations américaines avec la Colombie et les machinations qui ont conduit à l'indépendance du Panama ; et les personnalités et les conflits des principaux acteurs de l'effort américain. Cet aspect personnel se situe dans le contexte de l'ampleur gigantesque de la construction et des énormes difficultés techniques qui ont été surmontées pour atteindre l'objectif final, dont les bénéfices potentiels étaient depuis longtemps reconnus.
En 1977, le président des États-Unis Jimmy Carter a déclaré que les traités Torrijos-Carter transférant au Panama le contrôle du canal n'auraient pas été adoptés par le Sénat américain sans le livre de McCullough. « Tout au long des débats du Sénat sur la question », observe McCullough, « le livre a été cité à maintes reprises, et je suis heureux de dire qu'il a été cité par les deux camps. La véritable histoire est toujours à double tranchant. ».